# 三脚架 (实验室设备)

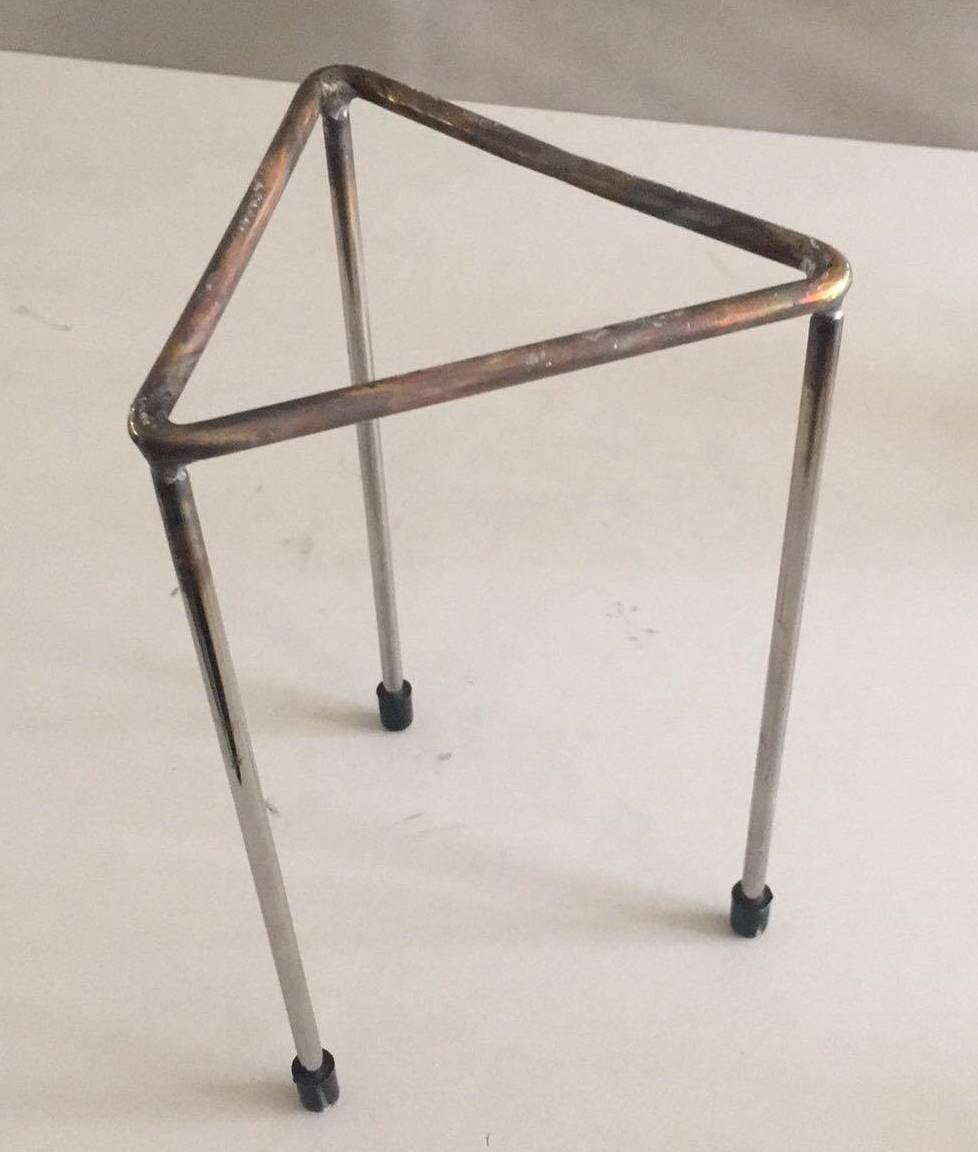
三脚架

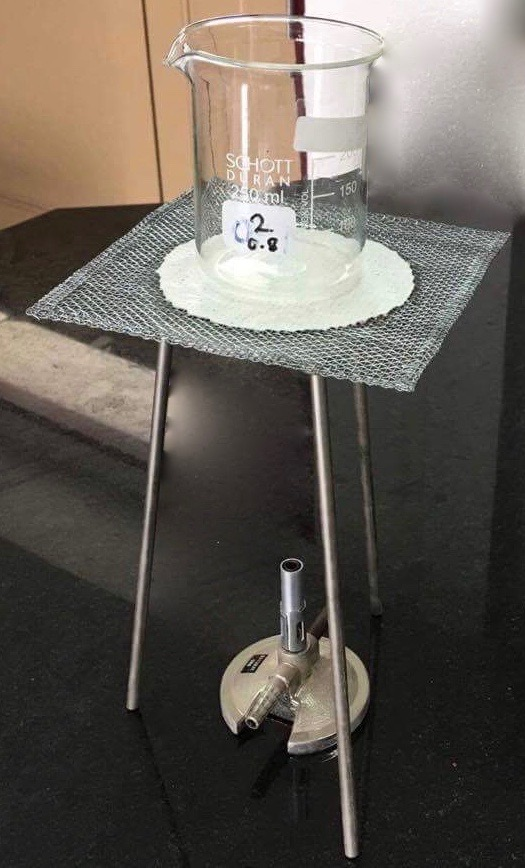
实验中使用的三脚架

三脚架（英语：laboratory tripod）是用于支撑烧瓶和烧杯的三角平台。三脚架通常由不鏽鋼或铝制成，质量小，便于携带。 石棉网常常放在三脚架顶部来为玻璃器皿提供平整的表面，让玻璃器皿均匀受热。三脚架足够高，本生燈可以放在下面。三脚架顶部通常是三角形或圆形的，有时可将三个脚移除，只留下铁圈。
实验室三脚架可用于中学的基本加热实验。但是三脚架和本生灯正在被更安全、无火焰的便攜式電爐逐步淘汰。